# Della Vittoria (suburbio)
Della Vittoria är Roms elfte suburbio och har beteckningen S. XI. Suburbio Della Vittoria bildades år 1932 och hade initialt namnet Milvio. År 1935 ändrades namnet till Della Vittoria, vilket åsyftar segern (la vittoria) i första världskriget.

## Kyrkobyggnader
- San Francesco d'Assisi a Monte Mario, Piazzetta di Monte Gaudio
- Nostra Signora di Guadalupe a Monte Mario, Piazza Nostra Signora di Guadalupe
- Cappella di Sant'Antonio, Via delle Benedettine
- San Giovanni Battista, Via del Casale di San Michele
- San Gabriele Arcangelo, Viale Cortina d'Ampezzo
- Santa Rita da Cascia a Monte Mario, Via Antonino Parato

## Övrigt
- Villa Maria Pia, Via del Forte Trionfale 41°56′27″N 12°26′03″Ö / 41.940780°N 12.434068°Ö
- Villa Pacis, Via della Camilluccia 41°56′37″N 12°26′52″Ö / 41.943494°N 12.447818°Ö
- Forte Trionfale, Via Trionfale
- Riserva naturale dell'Insugherata

## Bilder
| - San Francesco d'Assisi a Monte Mario. - San Gabriele Arcangelo. - Ufficio postale di Roma Belsito vid Via Sappada. |

### Webbkällor
- ”Quartiere Suburbio Della Vittoria Roma (RM)” (på italienska). Tutto Città. Italiaonline S.p.A. 2021. Arkiverad från originalet den 16 februari 2021. https://archive.md/wip/KE0Y1. Läst 16 februari 2021.